# 토요타 컴포트

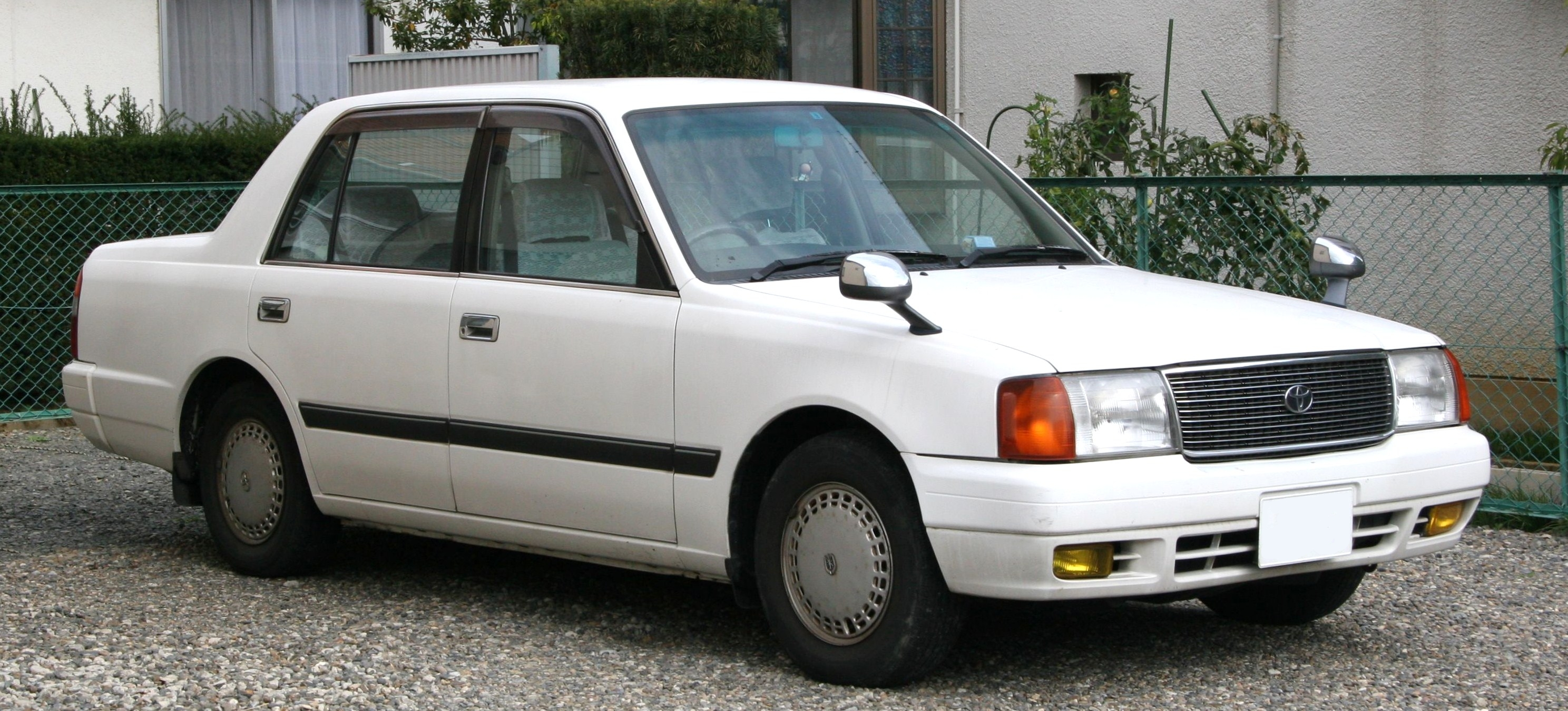
토요타 컴포트.

토요타 컴포트(Toyota Comfort)는 1995년에 출시되어 일본에서 택시용으로 설계된 차량이다. 롱 휠베이스 버전인 토요타 크라운 컴포트(Toyota Crown Comfort)는 1995년부터 2017년 3월까지 생산했던 중형 상용 모델로 일본, 홍콩, 싱가포르에서 구매할 수 있으며, LF의 택시 모델이 나오기 전의 NF 트랜스폼 택시나 크라운 빅과 비슷하다.
2017년에 단종된 후, MPV 타입 LPG 하이브리드 택시 모델인 재팬 택시로 대체되었다.

## 사진

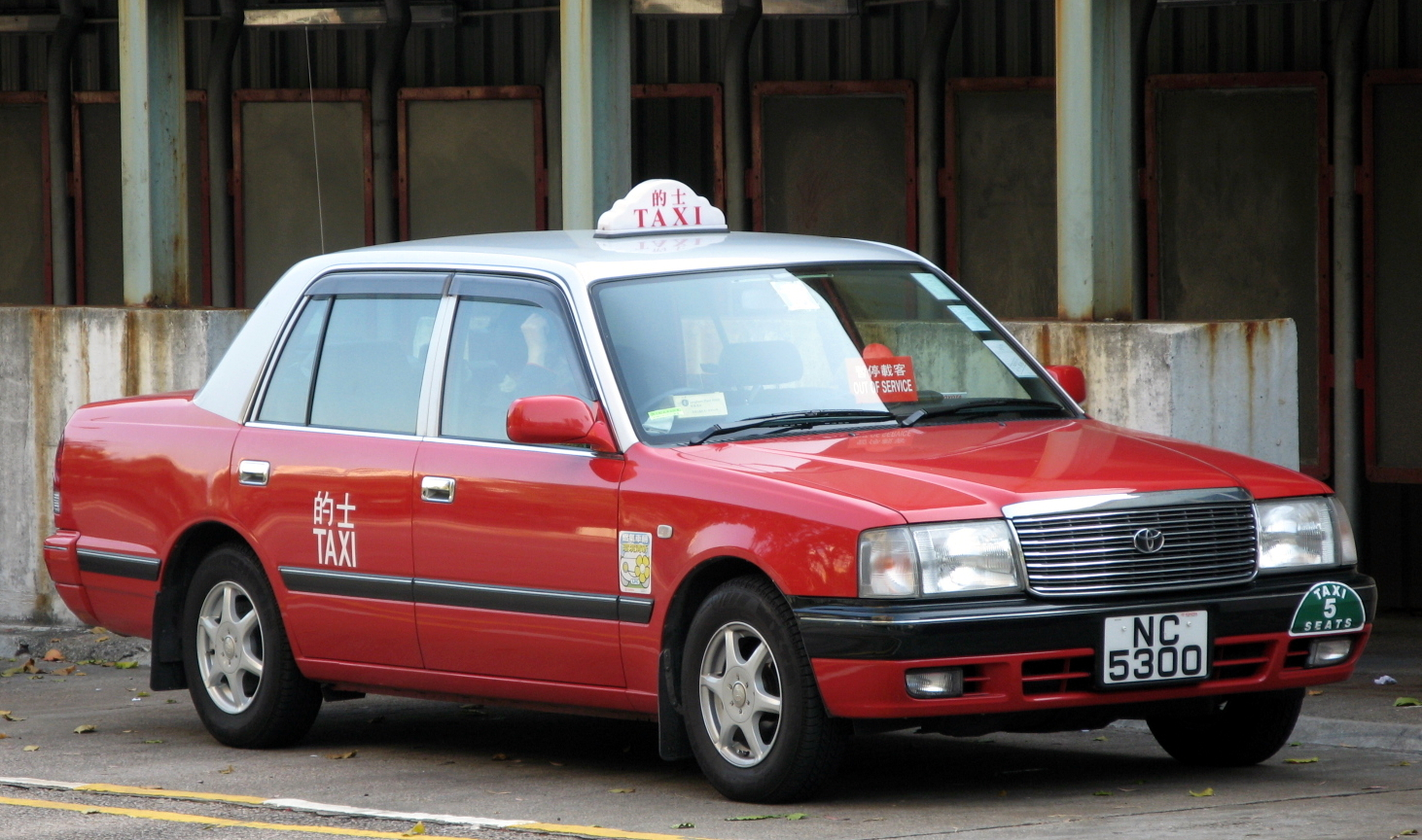
토요타 크라운 컴포트 택시 (홍콩)
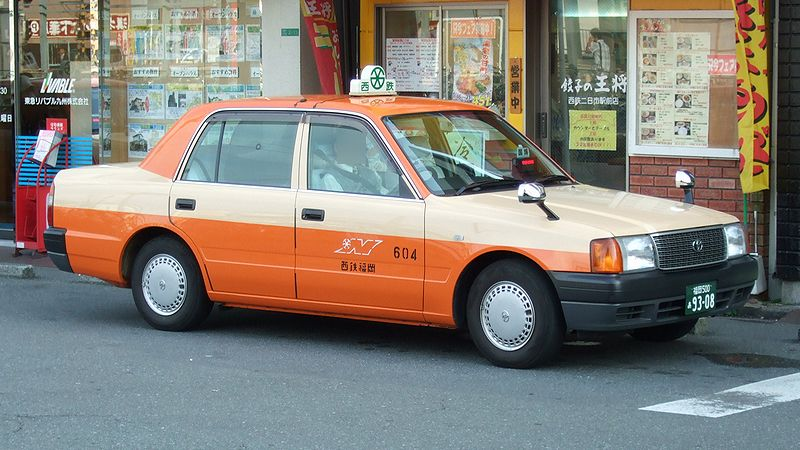
토요타 컴포트 택시 (일본, 후쿠오카 니시테쓰 택시)

## 각종 미디어에서의 등장

### 영화에서의 등장
- 도쿄 택시